# Antonio Sogliano
Antonio Sogliano (* 13. Juni 1854 in Neapel; † 27. Juli 1942 ebenda) war ein italienischer Klassischer Archäologe.
Antonio Sogliano studierte bei Giuseppe Fiorelli und Giulio De Petra. 1878 begann er seine Tätigkeit im Archäologischen Nationalmuseum Neapel. 1885 wechselte er zunächst als Direktor ans Museum von Palermo und danach an das Museum der Villa Giulia, wo er bis 1901 Direktor war. Ende 1905 wurde er Ispettore degli scavi di Pompei, also Leiter der Arbeiten in Pompeji und verblieb in dieser Position bis 1910. Gleichzeitig war er Kurator am Archäologischen Nationalmuseum Neapel. Seit 1906 stand ihm Giulio De Petra, der nach einem Skandal um die Jahrhundertwende aus der Direktorenposition entlassen wurde, zur Seite. Während seiner Zeit als verantwortlicher Archäologe in Pompeji wurde viel Energie und Geld in die Restaurierungsarbeiten alter und neu entdeckter Häuser gesteckt. Unter anderem wurde die Casa dei Vettii restauriert. Von 1906 bis 1929 war Sogliano Professor für Pompejanische Altertümer an der Universität Neapel Federico II. 1920 wurde er Mitglied der Accademia Nazionale dei Lincei.
Mit seiner Schrift Le pitture murali campane scoverte negli anni 1867–79 verfasste Sogliano 1879 ein Supplement zu Wolfgang Helbigs Standardwerk Wandgemälde der vom Vesuv verschütteten Städte Kampaniens.

## Schriften
- Le pitture murali campane scoverte negli anni 1867–79. In: Michele Ruggiero (Hrsg.): Pompei e la regione sotterrata dal Vesuvio nell'anno LXXIX. Memorie et Notizie pubblicate dall'ufficio tecnico degli scavi delle provincie meridionali. Giannini, Neapel 1879, S. 87–243, (Sonderabdruck. Giannini, Neapel 1879, Digitalisat).